# Valle de las chimeneas de hada

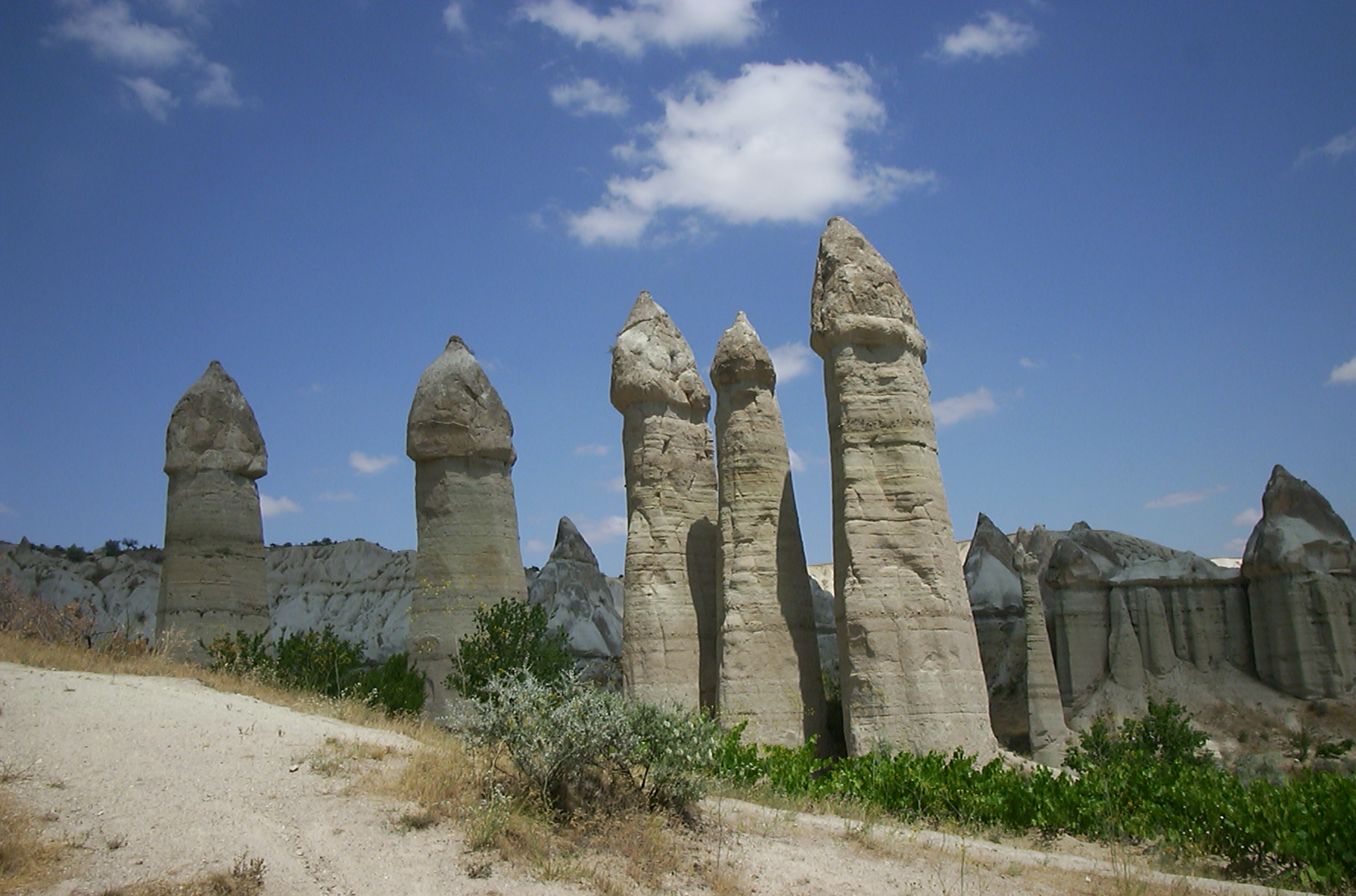
Chimeneas de hada cerca de Üçhisar.

Las chimeneas de hada o pirámides de tierra son torreones que quedan aislados por la erosión, están ubicadas en la región Cappadocia en Turquía
Se formaron gracias a la erosión ejercida durante miles de años en montículos formados en su parte inferior de tufa (tierra frágil de origen volcánico), y en la parte superior de basalto y andesita. Durante el cuarto período geológico, las lluvias erosionaron estas formaciones, dejando montículos de tufa coronados por un sombrero de basalto duro, cuya altura puede llegar a los cuarenta metros. Las rocas de duras de la parte superior protegen a las rocas blandas de la parte inferior haciendo un efecto paraguas.
- Datos: Q21478894